# سوق المناخ
سوق المناخ، كان يعرف بإنه سوق الكويت للأوراق المالية غير الرسمي حتى عام 1983. حيث كان يتم تداول الأسهم دون الخضوع لرقابة أو أنظمة حكومية. وحالياً يوجد في السوق عدد من المكاتب العقارية والاستثمارية، ويقع في منطقة القبلة في وسط مدينة الكويت مقابل مبنى سوق الكويت للأوراق المالية الحالي.

## تاريخ السوق
يعتبر سوق المناخ من الأسواق التجارية القديمة في الكويت، يقع في شمال مسجد السوق القديم. كانت الإبل القادمة من نجد والشام والعراق والإحساء والصحراء تنوّخ (أي تجلس على الركب) فيه وهي محملة بمختلف أنواع البضائع مثل العرفج والحطب والدهون والأقط والجلود وغيرها. ومن هنا جاء اسم سوق المناخ والشعار الخاص به.
و بعد التطور العمراني لمدينة الكويت قامت إحدى الشركات الاستثمارية بإنشاء مبنى للمكاتب التجارية في مكان السوق، وحافظ المبنى الجديد على اسم السوق. وفي عام 1979 بدأ بعض الأشخاص بالقيام بعمليات مضاربة على شركات غير مدرجة في سوق الكويت للأوراق المالية. ولاقت هذه المضاربات رواجاً كبيراً نتيجة للأرباح الخيالية، وكان هذا حتى أزمة المناخ في 1982. وتغيرت طبيعة المحلات بعد الأزمة لتتحول إلى مكاتب للشركات التجارية والعقارية.

## سوق المناخ

### 1976–1979: الأسباب التي أدت لإنشاء سوق المناخ والتوجه إليه

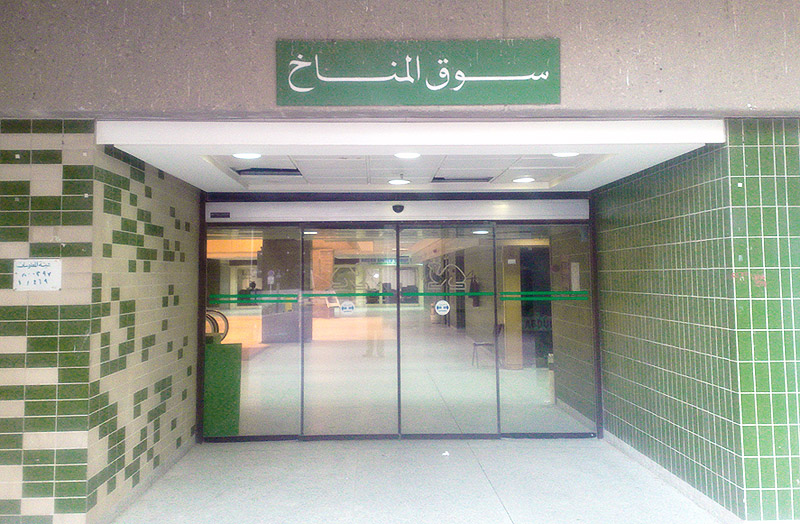
مدخل سوق المناخ

كان سوق الكويت للأوراق المالية قبل عام 1976 قناة استثمارية مهمة جداً حيث كان في المرتبة الثانية عشرة عالمياً من حيث حجم التداول. كانت المعاملات والتسويات المالية آنذاك غالباً ماتتم عن طريق شيكات مؤجلة قابلة للتداول. مما أدت هذه التعاملات مع ازدياد أعداد المتداولين إلى ارتفاع قيمة الأسهم إلى أرقام قياسية غير مبررة مقارنة بقيمتها الدفترية. وفي عام 1976 بدأت آثار هذا الارتفاع تظهر في السوق، فحددت الحكومة الكويتية السعر الاسمي للأسهم بدينار كويتي واحد مما أدى إلى انخفاض أسعار الأسهم الفعلية بمقدار يتراوح بين 10-13٪. فبدأت أسعار الأسهم بالتراجع بشكل تدريجي حتى إنهار السوق، فتدخلت الحكومة بسرعة في السوق لمحاولة معالجة وتدارك الوضع من خلال دعم أسهم الشركات المتعثرة عن طريق صرفها لنصف مليار دينار كويتي، وإتخاذ عددٍ من التدابير السريعة لضمان عدم حدوث مثل هذه الأزمة مرة أخرى، منها إيقاف تأسيس أي شركة مساهمة جديدة ووضع شروط مشددة لإدراج الشركات الجديدة في السوق.
وبالرغم من مساهمة هذه التدابير في إعادة بناء السوق بشكل جزئي، إلا أنها أدت إلى حدوث عجز في كمية الأسهم المتداولة نتيجة احتفاظ الحكومة بأسهم الشركات المتعثرة وعدم تداولها، وكذلك بسبب استمرار قرارها بمنع تأسيس شركات مساهمة.
في عام 1979 حدثت صدمة وطفرة نفطية في دولة الكويت حيث ازدادت عائدات النفط الكويتي بشكل ملحوظ، وازدهر النشاط الاقتصادي في الكويت من خلال عودة الأسهم إلى تسجيل أرقام قياسية غير مبررة وارتفاع أسعار العقار، وزادت القدرة التمويلية لدى العديد من الكويتيين وكبار المستثمرين. وفي ظل محدودية مجال الاستثمار في السوق الكويتي نتيجة إجراءات الحكومة، أدت جميع هذه العوامل إلى نشأة سوق المناخ كسوق موازي وذلك لتداول أسهم الشركات التي لا تحقق شروط الإدراج في سوق الكويت للأوراق المالية الرسمي.

### 1979–1982: هيمنة سوق المناخ على الاقتصاد الكويتي
لفت سوق المناخ أنظار الكثير من المستثمرين إليه منذ بداية نشأته، ففي عام 1979 لجأ المستثمرون الكويتيون إلى الدول الخليجية المجاورة لتأسيس شركات خليجية - حيث كانت حكومة الكويت لازلت تفرض قيود وقوانين على تأسيس الشركات - وصار يتم تداول أسهم تلك الشركات في سوق المناخ حيث بلغ عدد تلك الشركات الخليجية 24 شركة خليجية بقاعدة 108 مليون دينار كويتي، بالإضافة للشركات الكويتية غير المدرجة في البورصة. وبتحسن أوضاع السيولة في البلاد عام 1981 أصبح التداول بالأسهم يستقطب كل أو عموم أفراد المجتمع، وشهد الربع الأخير لعام 1981 ارتفاعاً مهولاً في قيمة الأسهم وحجم التداول في كل من السوق الرسمي وغير الرسمي (المناخ) حتى أصبح سوق الكويت في الترتيب الثامن عالمياً من حيث حجم التداول، كما تعدى التداول في بعض الأسابيع بسوق الكويت حجم التداول في بورصة لندن. كما أصبحت القيمة الرأسمالية للسوق في المرتبة الثالثة عالمياً بعد الولايات المتحدة الأمريكية واليابان حيث أرتفعت القيمة الرأسمالية في عام 1982 من خمسة مليارات دولار إلى حوالي 100 مليار دولار في غضون عدة أشهر. وبلغت قيمة شيكات ثمانية من المتداولين المعروفين بفرسان المناخ ما يقارب 55 مليار دولار أمريكي على شكل شيكات آجله.
ومن أهم الأسباب التي جذبت المستثمرين والمتداولين إلى سوق المناخ هو عدم خضوعه لرقابة البنك المركزي أو وزارة التجارة والصناعة. مما خلق آلية عمل وتداول مختلفة تماماً عن طبيعة التداول في بورصة الكويت الرسمية، حيث كان التداول مبني على الثقة المتبادلة فيما بينهم عن طريق شيكات مصرفية مؤجلة وقابلة للتداول أيضاً. من هنا ظهر سوق جديد وغير رسمي وهو سوق عقود البيوع المستقبلية.
امتلأ سوق المناخ بمكاتب الوسطاء وصار يقصده آلاف الراغبين في الثراء السريع يومياً، فقد حول الكثير من المستثمرين والمتداولين رؤوس أموالهم من بورصة الكويت الرسمية إلى سوق المناخ حتى ارتفع سعر المتر المربع الواحد من أرض السوق إلى مليون دينار بعدما كان لا يتجاوز الألف روبية (75 دينار) في السابق.
ولم يقتصر نشاط سوق المناخ على تداول الأسهم والبيوع المستقبلية فقط، وإنما كان يعرض ويباع في هذا السوق السجاد الإيراني وأجود أنواع البخور والحرير الثمين.
وبعد الإقبال الشديد على السوق اعترفت الحكومة الكويتية بسوق المناخ في نوفمبر 1981  من خلال وزير التجارة والصناعة ، وفي 9 مارس 1982 باشر المكتب التابع لوزارة التجارة والصناعة عمله بمراقبة التعامل في سوق المناخ.

### مايو–أغسطس 1982: الأزمة الاقتصادية في الكويت وانهيار سوق المناخ
كان السبب الرئيسي لنشوء الأزمة هو غياب الرقابة الرسمية الفعالة للدولة في سوق المناخ. كما أدى نشاط بيوع الآجل في ارتفاع كبير وغير منطقي لأسعار الأسهم مقارنة بقيمها الدفترية، وأدى ذلك لارتفاع كبير بين سعر السهم النقدي وسعر الآجل حتى بلغ 400٪ في بدايات 1982، فعلى سبيل المثال، يشتري المضارب عشرة ملايين سهم بقيمة دينار للسهم على أن يسدد المبلغ بشيك يستحق خلال عام، ويقوم ببيع الأسهم تلك في فترة قصيرة -كي يحصل على السيولة- بمبلغ نصف دينار، ثم يقوم بشراء أسهم أخرى ويبيعها بملغ 12 مليون دينار على أن يستحق المبلغ بعد 10 أشهر، وفي هذه الحالة سيحصل المضارب على قيمة الشيك المطالب بسداده ب10 مليون دينار ويربح مليونَي دينار. ونتيجة للأرباح الخيالية زاد حجم التداول حيث بلغ 208 مليارات سهم في سوق المناخ مقارنة ب255 مليون سهم في السوق الرسمي.
و انفجرت الأزمة في صيف عام 1982 عندما عجز بعض المستثمرين عن السداد، ونتيجة لارتباط معظم المستثمرين ببعض عن طريق البيع الآجل هوت أسعار الأسهم وأصبحت معظم الشيكات الآجلة غير قابلة للسداد. وقد بلغ عدد الشيكات والمعاملات 28815 شيكاً آجلاً قيمتها حوالي 26,7 مليار دينار كويتي (94 مليار دولار أمريكي) تخص 6031 متعاملاً، ويمثل المبلغ أكثر من أربعة أمثال الناتج المحلي الاجمالي للكويت وقتها. و مما فاقم أثر الأزمة انخفاض مدخولات النفط نتيجة الحرب العراقية الإيرانية، وأدى هذا لدخول معظم دول المنطقة لمرحلة من الكساد الاقتصادي.

### 1982–1989: ما بعد الأزمة، آثارها ونتائجها

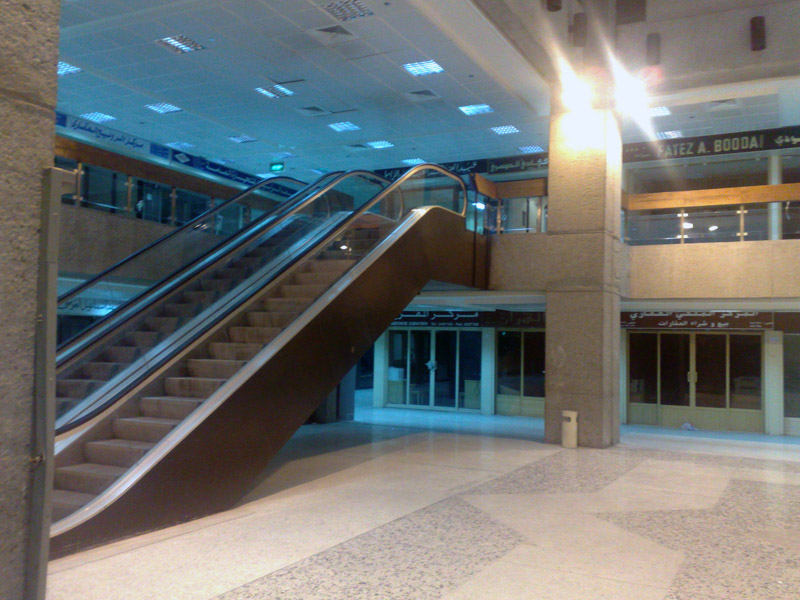
صورة حديثة لسوق المناخ

بعد الأزمة اتخذت الحكومة الكويتية عدداً من الإجراءات التي هدفت للحد من آثار الأزمة وأهمها:
- وقف عمليات البيع الآجل.
- تأسيس شركة المقاصة التي قامت بحصر وتسجيل المعاملات المتعلقة باسهم الشركات التي تمت بالأجل
- تشديد الرقابة على الشركات المساهمة والحد من تأسيس الشركات المساهمة المقفلة
- إنشاء صندوق برأسمال قيمته خمسمائة مليون دينار لضمان حقوق الدائنين نقدا أو بموجب سندات صادرة عنه.[8]

أغلق سوق المناخ بشكل نهائي في عام 1984، وكان آخر تداول فيه الساعة 11:30 صباحاً من 1 نوفمبر 1984، وأعلن مدير سوق الكويت للأوراق المالية عن عدم السماح للتداول بالأوراق المالية في غير السوق الرسمي ابتداءً من 3 نوفمبر.

## التأثير الثقافي
كان لأزمة سوق المناخ الأثر الكبير على الحياة الاجتماعية والثقافية في الكويت. أقيمت مسرحية فرسان المناخ عام 1983 والتي تحدثت عن أزمة المناخ بطريقة كوميدية. كما أقيم أوبريت سوق المناخ في نفس الفترة وكان من غناء محمد المنصور.